# Niko Kari
Niko Kari, né le 6 octobre 1999 à Hyvinkää, est un pilote automobile finlandais.

## Biographie

### 2015: Débuts en monoplace
En 2015, Kari fait ses débuts en monoplace en Championnat d'Europe du Nord de Formule 4 où il signe avec Koiranen GP Il y domine nettement la saison en remportant sept victoires, décrochant sept pole positions et neuf meilleur tours et montant 19 fois sur le podium. Il décroche le titre de champion avec 449 points.

### 2016: La Formule 3 Européenne
En 2016, Kari est promu dans le Championnat d'Europe de Formule 3 où il signe avec Motopark. Il décroche la victoire dès la première course sur l'Autodromo Enzo e Dino Ferrari après un formidable duel avec Lance Stroll ainsi que cinq podiums. Il termine dixième du championnat avec 129 points. Il dispute également les Masters de Formule 3 sur le circuit de Zandvoort qu'il termine à la deuxième place.

### 2016-2018: GP3 Series et pige en Formule 2

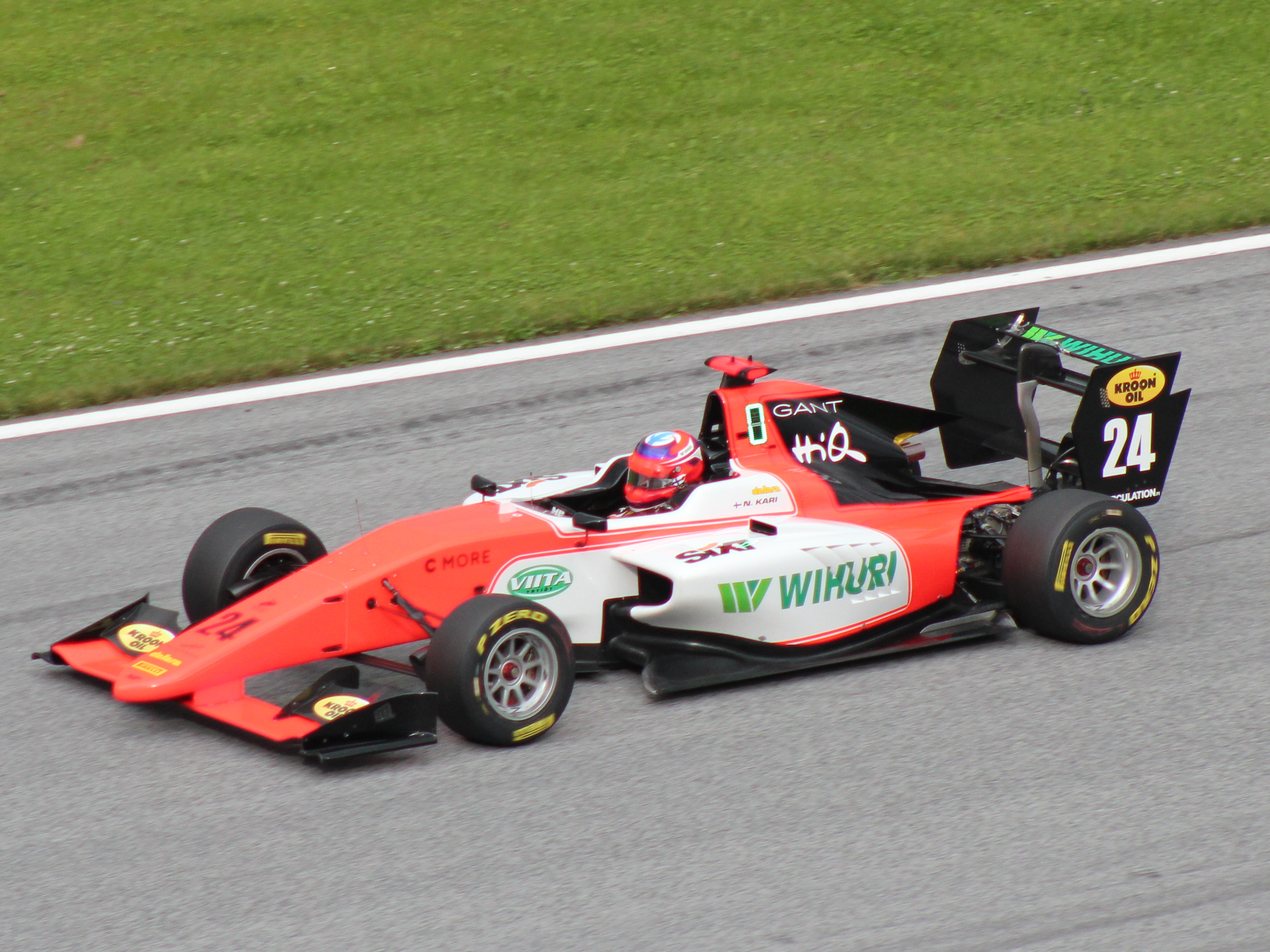
Niko Kari en GP3 Series sur le Red Bull Ring en 2018.

En août 2016, Il est appelé en GP3 Series par Koiranen GP pour disputer la manche de Spa-Francorchamps à la place de Ralph Boschung. L'année suivante, il signe avec Arden International, il se montre moyennement régulier montant deux fois sur le podium et décrochant une victoire à Yas Marina; Il termine 10e du championnat avec 63 points.
En 2018, il passe chez MP Motorsport Mais là il se montre bien moins compétitif ne terminant que trois fois dans les points et ne se classant qu'à la 17e avec 6 points. Cette même année, il passe en Formule 2 où il dispute les deux dernières manches avec son équipe là encore à la place de Boschung. il abandonne à chaque fois à l'exception de la course principale de la manche de Yas Marina.

### 2019-2020: La Formule 3 FIA puis l'Endurance

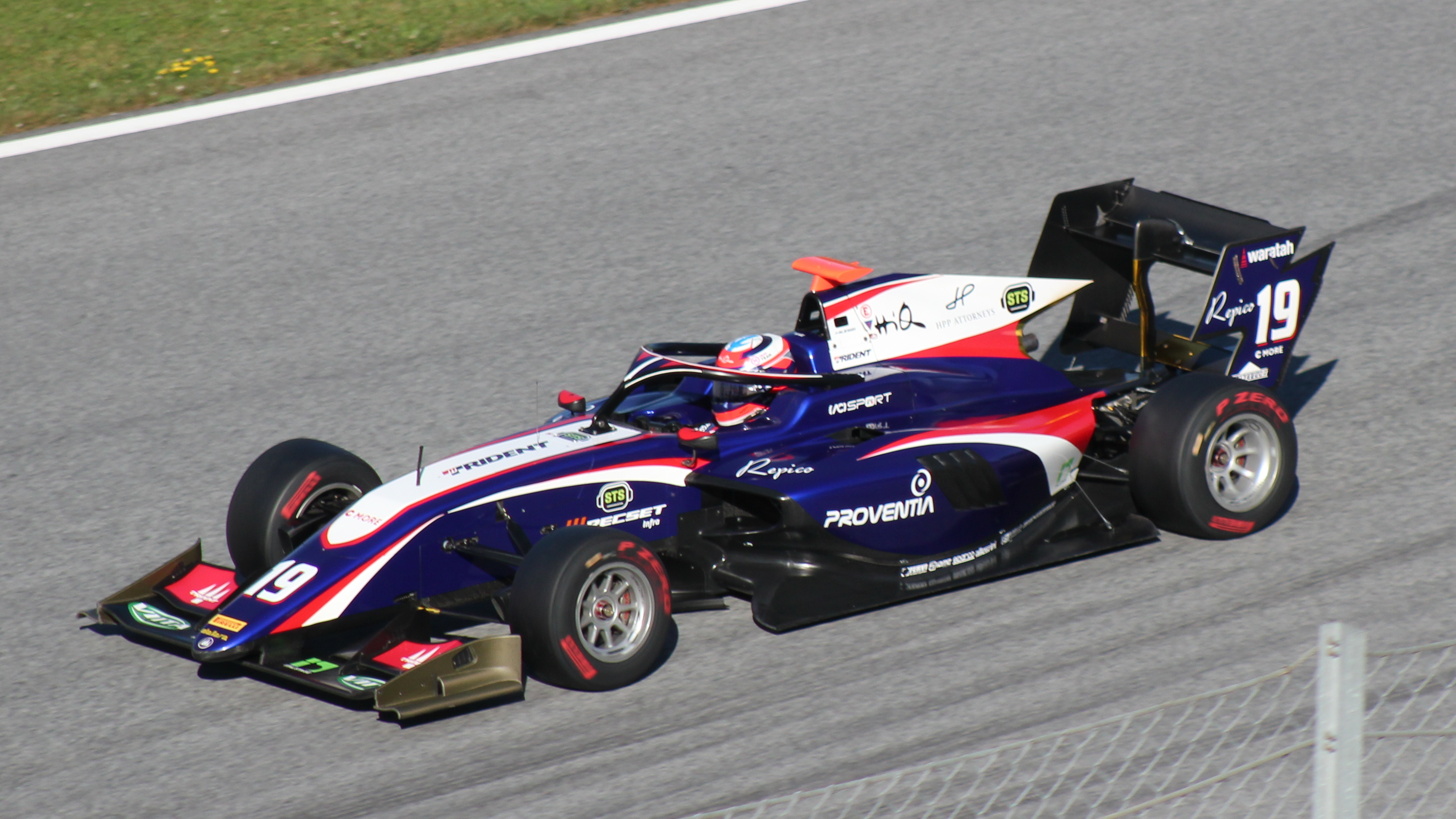
Niko Kari en Formule 3 FIA sur le Red Bull Ring en 2019.

En 2019, il s'engage dans le nouveau championnat de Formule 3 FIA avec Trident Racing, où il monte deux fois sur la troisième marche du podium. Il se classe douzième du championnat avec 36 points. Il dispute également la dernière manche du nouveau championnat d'Europe de Formule 3 régionale à Monza il arrive à chaque fois dans les points ce qui lui permet de se hisser à la quinzième place avec 26 points. En 2020, il signe avec Charouz Racing System mais trois jours avant le début de la saison, l'écurie rompt son contrat et le remplace par Roman Staněk.
Il rebondit en European Le Mans Series en LMP3 pour la saison 2020. Durant cette saison, il monte deux fois sur le podium (une fois 2e et une fois 3e), termine deux fois 6e et une fois 7e. Grâce à cette saison correcte, il se classe quatrième avec 55 points.

### 2022: bref retour inattendu en Formule 3 FIA
Le 14 mars 2022, il annonce avec surprise son retour en Formule 3 FIA avec l'écurie suisse Jenzer Motorsport pour la saison 2022 alors même qu'il n'a participé à aucune des trois journées d'essais organisés une semaine avant la première manche. Il ne dispute cependant que la manche d’ouverture où il n’inscrit aucun point et laisse déjà son volant à l’italien Federico Malvestiti.

## Carrière

### Résultats en monoplace
| Saison | Championnat                               | Équipe              | Courses | Victoires | Pole positions | Meilleurs tours | Podiums | Points | Classement |
| ------ | ----------------------------------------- | ------------------- | ------- | --------- | -------------- | --------------- | ------- | ------ | ---------- |
| 2015   | Championnat d'Europe du Nord de Formule 4 | Koiranen GP         | 21      | 7         | 4              | 9               | 19      | 449    | Champion   |
| 2016   | Championnat d'Europe de Formule 3         | Motopark            | 30      | 1         | 0              | 0               | 5       | 129    | 10e        |
| 2016   | Masters de Formule 3                      | Motopark            | 1       | 0         | 0              | 0               | 1       | N/A    | 2e         |
| 2016   | GP3 Series                                | Koiranen GP         | 2       | 0         | 0              | 0               | 0       | 0      | 26e        |
| 2017   | GP3 Series                                | Arden International | 15      | 1         | 0              | 1               | 2       | 63     | 10e        |
| 2018   | GP3 Series                                | MP Motorsport       | 14      | 0         | 0              | 0               | 0       | 6      | 17e        |
| 2018   | Formule 2                                 | MP Motorsport       | 4       | 0         | 0              | 0               | 0       | 0      | 24e        |
| 2019   | Formule 3 FIA                             | Trident Racing      | 16      | 0         | 0              | 0               | 2       | 36     | 12e        |
| 2019   | Formule Régionale Europe                  | KIC Motorsport      | 3       | 0         | 0              | 0               | 0       | 26     | 15e        |
| 2020   | European Le Mans Series                   | Euro International  | 5       | 0         | 0              | 1               | 2       | 55     | 4e         |
| 2022   | Formule 3 FIA                             | Jenzer Motorsport   | 2       | 0         | 0              | 0               | 0       | 0      | 30e        |